# Scaramucce
Scaramucce è il terzo album dei Rondò Veneziano pubblicato in Italia il 15 ottobre 1982 dalla Baby Records.
Album molto classico che fa meno uso di elettronica rispetto alla già scarsa dei primi due, è stato premiato in Italia e in Svizzera con due dischi di platino. I brani scelti sono quelli scartati dalla scaletta del secondo album. Dei tre singoli estratti, Scaramucce, Pulcinella e Arabesco solamente l'ultimo è diventato famoso.

## Descrizione
Le musiche sono di Gian Piero Reverberi e Laura Giordano, dirette ed arrangiate dallo stesso Gian Piero Reverberi. La copertina e il logo dell'orchestra sono di Erminia Munari ed Enzo Mombrini.
- La versione uscita in Giappone, con track list in lingua madre, presenta sulla confezione un inserto cartaceo rettangolare che avvolge la parte di apertura-cerniera del CD. Questo inserto è chiamato OBI e rappresenta, per il solo mercato del Sol Levante, una specie di dettaglio informativo sul disco stesso.
- Alcune musiche sono state utilizzate da Lewis Gilbert come colonna sonora del film inglese Not Quite Jerusalem del 1985.

### Registrazione
- Varirecording Studios di Milano
  - Plinio Chiesa - ingegnere del suono
- Union Studios di Monaco di Baviera
  - Cedric Beatty - missaggio

### Formazione
- Gian Piero Reverberi - direttore d'orchestra, clavicembalo, tastiere

## Tracce
Lato A
1. Scaramucce – 2:55 (musica: Gian Piero Reverberi, Laura Giordano)
2. Alla corte del re – 2:54 (musica: Gian Piero Reverberi, Laura Giordano)
3. Arabesco – 3:33 (musica: Gian Piero Reverberi, Laura Giordano)
4. Laguna incantata – 3:55 (musica: Gian Piero Reverberi, Laura Giordano)
5. Campielli – 3:08 (musica: Gian Piero Reverberi, Laura Giordano)

Durata totale: 16:25
Lato B
1. Pulcinella – 4:06 (musica: Gian Piero Reverberi, Laura Giordano)
2. Oboe d'amore – 2:37 (musica: Gian Piero Reverberi, Laura Giordano)
3. Re Sole – 3:35 (musica: Gian Piero Reverberi, Laura Giordano)
4. Riflessi sull'acqua – 3:28 (musica: Gian Piero Reverberi, Laura Giordano)
5. Trasparenze – 2:40 (musica: Gian Piero Reverberi, Laura Giordano)

Durata totale: 16:26

## Le composizioni

### Scaramucce
Moderato in la maggiore

### Alla corte del re
Lentamente in sol maggiore

### Arabesco
Allegro in sol maggiore

### Laguna incantata
Lento in re maggiore

### Campielli
Allegro in re maggiore

### Pulcinella
Allegro in sol maggiore

### Oboe d'amore
Allegro in do maggiore

### Re Sole
Allegro in fa maggiore

### Riflessi sull'acqua
Lento in fa diesis minore

### Trasparenze
Moderatamente lento in sol maggiore

## Classifiche
| Paese    | Posizione raggiunta |
| -------- | ------------------- |
| Francia  | 13                  |
| Germania | 33                  |
| Italia   | 14                  |